# 168年
| 千纪： | 1千纪                                                                                           |
| 世纪： | 1世纪 \| 2世纪 \| 3世纪                                                                         |
| 年代： | 130年代 \| 140年代 \| 150年代 \| 160年代 \| 170年代 \| 180年代 \| 190年代                       |
| 年份： | 163年 \| 164年 \| 165年 \| 166年 \| 167年 \| 168年 \| 169年 \| 170年 \| 171年 \| 172年 \| 173年 |
| 纪年： | 戊申年（猴年）；东汉建宁元年                                                                    |

## 大事记

### 中國
- 1月（永康元年十二月丁丑），漢桓帝劉志去世。[1]
- 2月（建寧元年正月庚子），漢靈帝劉宏即帝位。[1]竇皇后被尊為皇太后，竇武因身為皇太后父親而被任命為大將軍，陳蕃再度被任命為太尉，兩人與司徒胡廣一起掌握朝政。
- 九月辛亥日，东汉发生政变，陈蕃被宦官杀害，窦武兵敗自殺，第二次党锢之祸兴起。[1]

## 各国领袖

### 非洲
- 库施
  - 国王：Tarekeniwal（155年－170年）

### 亚洲
- 中国
  - 东汉：
    - 皇帝：
      1. 汉桓帝（146年－168年）
      2. 汉灵帝（168年－189年）
- 朝鲜
  - 百济：
    - 国王：肖古王（166年－214年）

  - 高句丽：
    - 国王：新大王（165年－179年）

  - 新罗：
    - 国王：阿达罗尼师今（154年－184年）

### 欧洲
- 高加索伊比里亚
  - 国王：法斯曼三世（145年－185年）
- 罗马帝国
  - 皇帝（两帝共治）：
    - 马可·奥勒留（161年－180年）
    - 维鲁斯（161年－169年）

### 中东
- 奥斯若恩
  - 国王：Abgar VIII（167年－177年）
- 安息
  - 国王：沃洛吉斯四世（147年－191年）

## 出生
- 曹仁，三國時期曹魏重要將領（223年去世）55岁。
- 趙雲，三國時期蜀漢重要將領（229年去世）61岁。
- 鄭益

## 逝世
- 陈蕃
- 窦武